# Zębacz
Zębacz (Didunculus strigirostris) – gatunek ptaka z rodziny gołębiowatych (Columbidae). Jest średniej wielkości gołębiem, zamieszkującym lasy tropikalne archipelagu Samoa (Oceania). Żywi się owocami i nasionami. Na skutek wylesień, cyklonów i polowań stał się gatunkiem krytycznie zagrożonym.

## Taksonomia

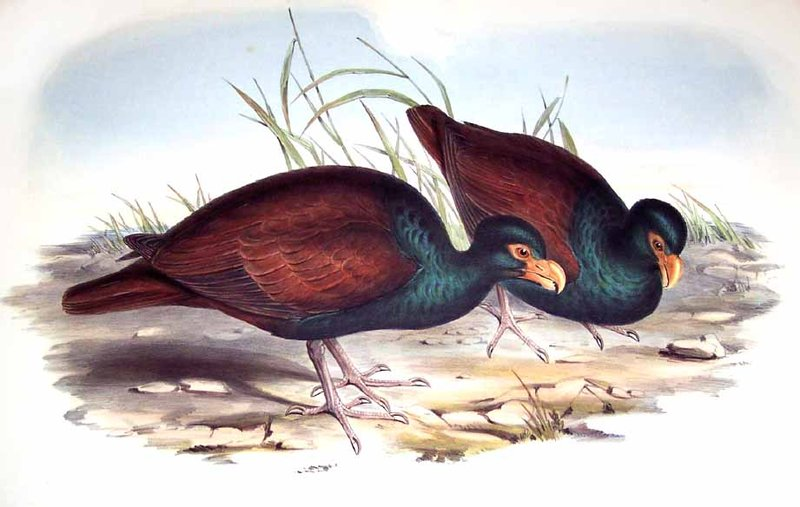
Zębacze na ilustracji Johna Goulda

Gatunek opisał po raz pierwszy William Jardine w 1845, nadał mu nazwę Gnathodon strigirostris, jednak nazwa rodzaju była już w użyciu dla mięczaków. Obecnie IOC umieszcza ptaka w monotypowym rodzaju Didunculus (nie uwzględnia kopalnego przedstawiciela rodzaju). Pokrewieństwo niejasne; prawdopodobnie najbliżej spokrewniony rodzaj to Gallicolumba. Na wyspie ʻEua (Tonga) odnaleziono szczątki kopalne Didunculus placopedetes, drugiego przedstawiciela rodzaju, większego od zębacza.

## Występowanie
Gołąb ten jest gatunkiem endemicznym Samoa – występuje jedynie na wyspach Upolu i Savaiʻi archipelagu Samoa. Zębacz stanowi narodowy symbol państwa i jest lokalnie zwany jako Manumea.

### Biotop
Zębacz zamieszkuje lasy tropikalne na stokach gór (na niskich wysokościach wyginął), aż do wysokości 1600 m; nie jest spotykany w lasach mglistych. Nie adaptuje się do obszarów obsadzonych obcymi dla wysp roślinami.

## Morfologia
Zębacz jest ptakiem średnich rozmiarów, o przysadzistej posturze i długości ciała 31–38 cm, a masie około 400 g. W jego upierzeniu dominują ciemne barwy. Pióra pokrywające głowę, szyję i pierś są szaroczarne z metalicznym zielonym połyskiem, spód ciała jest nieco jaśniejszy, natomiast grzbiet i skrzydła są koloru kasztanowego, tylko lotki pozostają czarne. Jego nogi są stosunkowo długie, silne i masywne, a pokrywająca je skóra czerwona. Zębacz ma bardzo charakterystyczny dziób, któremu to właśnie zawdzięcza swoją nazwę. Dziób jest masywny i haczykowaty, koloru pomarańczowego, a żuchwa zaopatrzona w dwa „zęby” zachodzące na górną część dzioba. Obie płci są podobne. Młodociane osobniki mają ciemny dziób.

## Pożywienie
Żeruje na ziemi i wśród gałęzi drzew, odżywiając się głównie nasionami drzewa Dysoxylum, to właśnie do rozłupywania ich twardych i włóknistych otoczek wykorzystuje swój niezwykły dziób. Dietę urozmaicają owoce, np. sumaków (Rhus) i muszkatołowca korzennego (Myristica fragrans). Zębacz używa nogi do przytrzymywania pożywienia, podczas rozdrabniania go na kawałki – zachowanie to zaobserwowano w niewoli.

## Rozród
Biologia rozrodu dotychczas nie została zbadana. Pojawiały się doniesienia o gniazdach dobrze ukrytych w roślinności, zbudowanych 5–12 m nad ziemią, oraz o zniesieniach liczących dwa jaja.

## Status zagrożenia

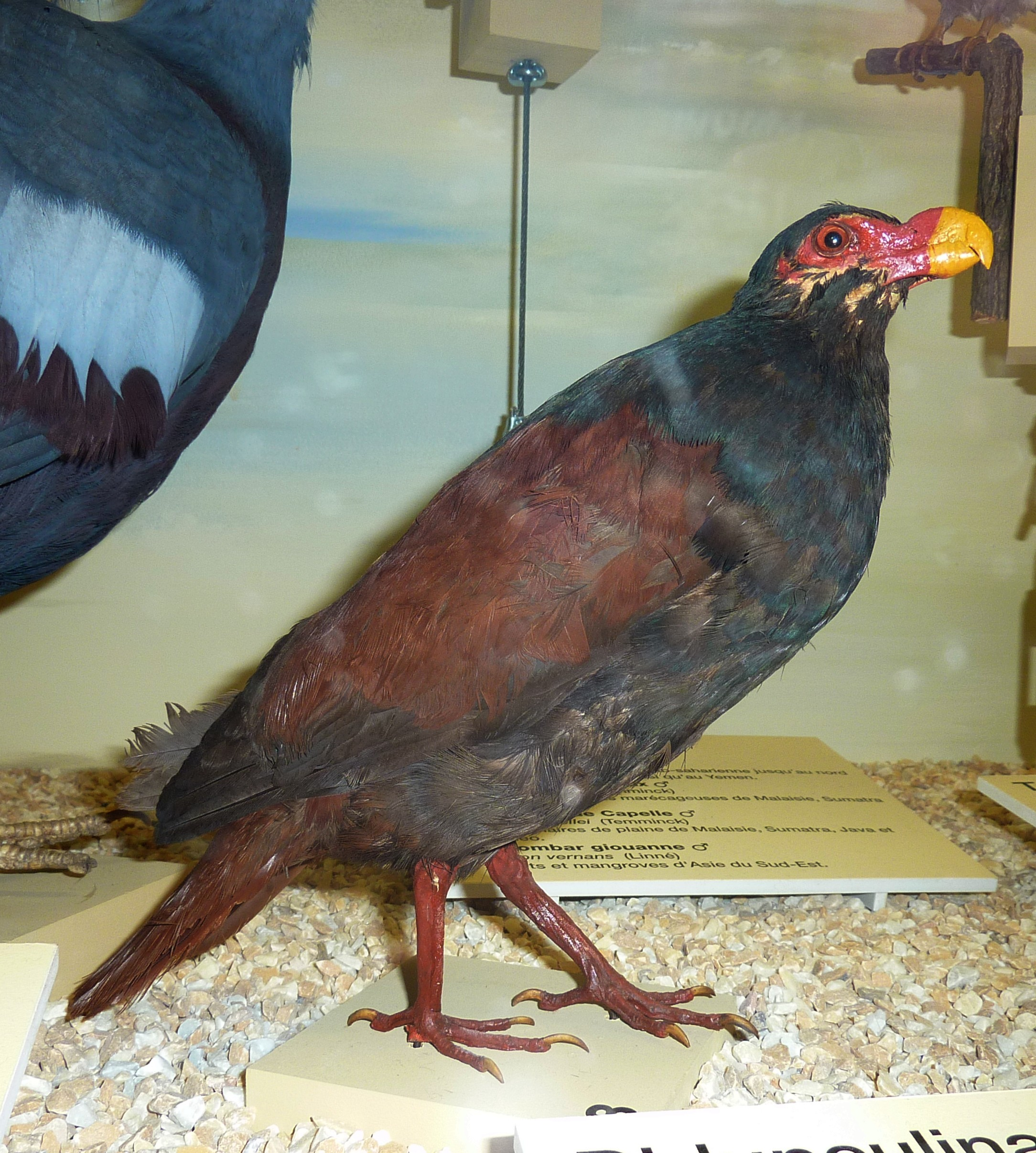
Wypchany okaz, Muzeum Historii Naturalnej w Genewie

Międzynarodowa Unia Ochrony Przyrody (IUCN) od 2014 klasyfikuje zębacza jako gatunek krytycznie zagrożony (CR, Critically Endangered). Wcześniej, od 2000 uznawany był za zagrożony, a od 1988 za narażony. W 2014 organizacja BirdLife International szacowała liczebność populacji na 50–249 dorosłych osobników, a jej trend oceniała jako spadkowy.
W połowie lat 80. XX w. liczebność szacowano na 4800–7200 osobników. W latach 90. populacja znacznie zmalała przez cyklony występujące na Samoa. W latach 1999 i 2000 zrealizowano wyprawy badawcze, w trakcie których ustalono, że zasięg występowania ptaków stał się poszatkowany mimo dostępności właściwych środowisk, a pozostałe przy życiu osobniki mogą nie zapewnić przetrwania gatunku. W trakcie jedenastomiesięcznej wyprawy w latach 2005–2006 wykazano gatunek jedynie z dziesięciu stanowisk. Co prawda na Upolu w 2009 stwierdzono małą populację, jednak w 2011 na wyspie lokalni myśliwi nie obserwowali w ogóle tego ptaka. Pojedynczy osobnik na Nuʻutele (okolice wschodniego wybrzeża Upolu), widziany tam w maju 2010, mógł przybyć z Upolu. Badania zlecone przez Ministry of Natural Resources and the Environment przeprowadzane na Savaiʻi wykazały w 2013 obecność jednego osobnika – będącego ptakiem młodocianym. Został sfotografowany. Stanowi to pierwszą udokumentowaną obserwację na wyspie od ponad dekady. W 2012 rzekomo obserwowano ptaka, jednak nie zostało to potwierdzone.
Wśród zagrożeń dla gatunku, prócz cyklonów, wymienia się: polowania, drapieżnictwo kotów i szczurów, utratę siedlisk wskutek działalności człowieka.